# Martin Ziemer
Martin Ziemer (* 14. April 1983 in Rostock) ist ein deutscher Handballtorwart.

## Karriere
Ziemer begann mit dem Handball in der Jugend des HC Empor Rostock. Von dort wechselte er im Jahr 2000 im Alter von 17 Jahren zum SC Magdeburg. In dessen Bundesligamannschaft bestritt er in der Saison 2002/03 seine ersten drei Bundesliga-Spiele. 2004 ging Martin Ziemer für zwei Jahre zum SV Anhalt Bernburg und anschließend zum damaligen Zweitligisten ASV Hamm, mit dem er 2010 in die 1. Bundesliga aufstieg.
In der Saison 2010/11 spielte der ASV Hamm in einer Sportgemeinschaft mit der Ahlener SG als HSG Ahlen-Hamm in der Bundesliga. Nachdem es zu wirtschaftlichen Problemen gekommen war, wechselte Martin Ziemer am 3. Februar 2011 zur HBW Balingen-Weilstetten und erhielt dort einen Vertrag bis zum 30. Juni 2012. Ab der Saison 2012/13 spielte er bei der TSV Hannover-Burgdorf. Im Sommer 2019 schloss er sich den Füchsen Berlin an. Zur Saison 2020/21 wechselte er zum HC Erlangen. In der Saison 2022/23 stand er beim Schweizer Erstligisten Kadetten Schaffhausen unter Vertrag. Zu Saisonbeginn 2022/23 gewann er den Schweizer Supercup. Am Saisonende wurde er Schweizer Meister. Im Sommer 2023 wechselte er zum deutschen Oberligisten SG Saulheim. Im Juni 2024 gab er beim HC Erlangen am letzten Spieltag der Bundesliga ein kurzes Comeback im Profihandball.
Martin Ziemer bestritt sein erstes von 15 Länderspielen für die deutsche Nationalmannschaft am 16. April 2011 gegen Norwegen.
Ein begonnenes Sport- und Philosophiestudium brach er ab.